# The Milky Way
The Milky Way, rock sastav iz Vinkovaca, Hrvatska. Utjecajni za povijest zabavne glazbe u Vinkovcima i Osijeku. Bila je "legendarna rock-grupa koja je žarila i palila plesnjacima Slavonije i šire".

## Povijest
Osnovao ju je Želimir Babogredac u Vinkovcima 1969. godine. Glazbenike za sastav izabrao je iz drugih sastava, The Lewis i Ž & Tumbstones. Svirali su hard rock i blues standarde svjetskih grupa i vokalnih solista. Prvu postavu činili su pjevač Želimir Ivković, Ivan Iživkić na bubnjevima, Željko Vrtarić na gitari i basist Zdenko Jakuš.
Nakon višedesetljetne stanke ponovno su se okupili 2012. u istoj postavi. Sljedeće su godini snimili četiri autorske pjesme, od kojih su 2014. u eteru bile dostupne prve dvije Hej čuj i Nabrijani bajkeri, koje su bile dobro slušane. Uslijedili su nastupi po diskotekama i klubovima u kojima se svira stari stil rock'n'rolla. Obnovljeni The Milky Way "krasi snažan i topao ton, energija i lakoća izvedbe". Planirali su novi nosač zvuka koji je bio očekivan za 2015. godinu. Ljeta 2013. su nakon 40 godina ponovo ušli u tonski studio Croatia Recordsa. Okupila se izvorna postava te pod vodstvom osnivača Želimira Babogredca i pod paskom producenta Drage Mlinarca te ton-majstora Gorana Martinca, snimili su nekoliko pjesama.
Član sastava, Želimir Ivković uskoro je napisao knjigu o vinkovačkoj glazbenoj pozornici. Ideja mu je sazrijevala već dvadesetak godina, dok je listao stare fotografije i dokumentaciju. Ideja korijene ima možda još od 1975. kada je od svoga kuma i člana sastava Želimira Babogredca (poslije prvog čovjeka Croatia Recodsa) za rođendan dobio veliku ilustriranu enciklopediju rock-glazbe New Musical Expressa s posvetom uz želju da i Ivković uđe u sličnu enciklopediju. Na posvetu je odgovorio uz zahvalu "ako ništa od ove, napisat ćemo našu, vinkovačku, rock-enciklopediju u kojoj će biti mjesta i za sve nas". Želja se realizirala nakon dugo godina. Prikupio je podatke i fotografije te audimaterijale o vinkovačkim glazbenicima. Za izbor naslova nekoliko je imena bilo u igri, od prvog ‘Rock u Šokaca‘, pa ‘Lazy River Blues‘ i na kraju sadašnji ‘Rock u Vinkovcima‘ s podnaslovom ‘Povijest popularne i rock-glazbe u Vinkovcima i okolici‘. Knjiga naime obuhvaća i seoske grupe i solisti iz vinkovačkog okruženja.

## Članovi
Članovi sastava:
- Želimir Babogredac
- Željko Vrtarić - gitara
- Zdenko Jakuš - bas
- Ivan Iživkić - bubnjevi
- Želimir Ivković - Žile, glas
- Slobodan Ivanović - Danče, solo gitara i vokal[2]
- Kruno Mandek - bas-gitara[2]